# Char M41 Walker Bulldog
Pour les articles homonymes, voir M41 et Bulldog.
Le char M41 Walker Bulldog est un char léger américain qui a été conçu pour remplacer le char M24 Chaffee. Il fut nommé en hommage au général Walton Harris Walker (1889-1950), surnommé « Bulldog ».

## Historique

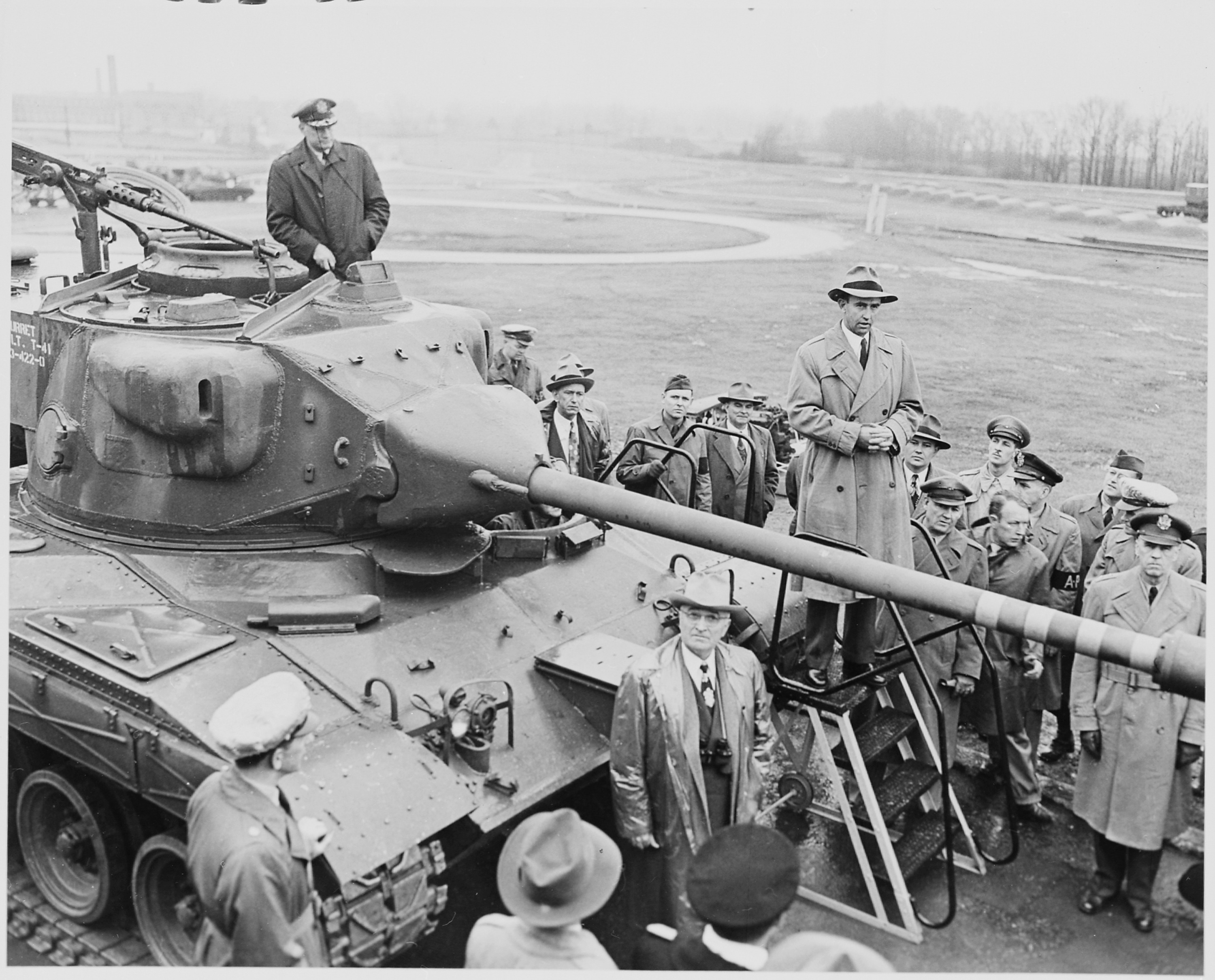
Présentation d'un prototype T-41 au président des États-Unis Truman en février 1951.

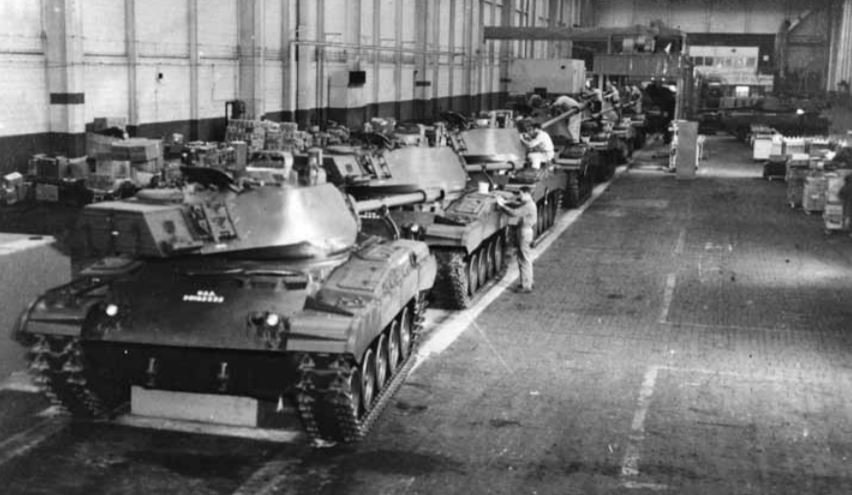
Assemblage de M41 Walker Bulldog entre 1951 et 1954 dans une usine de Cleveland. Cette usine est depuis 1985 le salon d'exposition I-X Center.

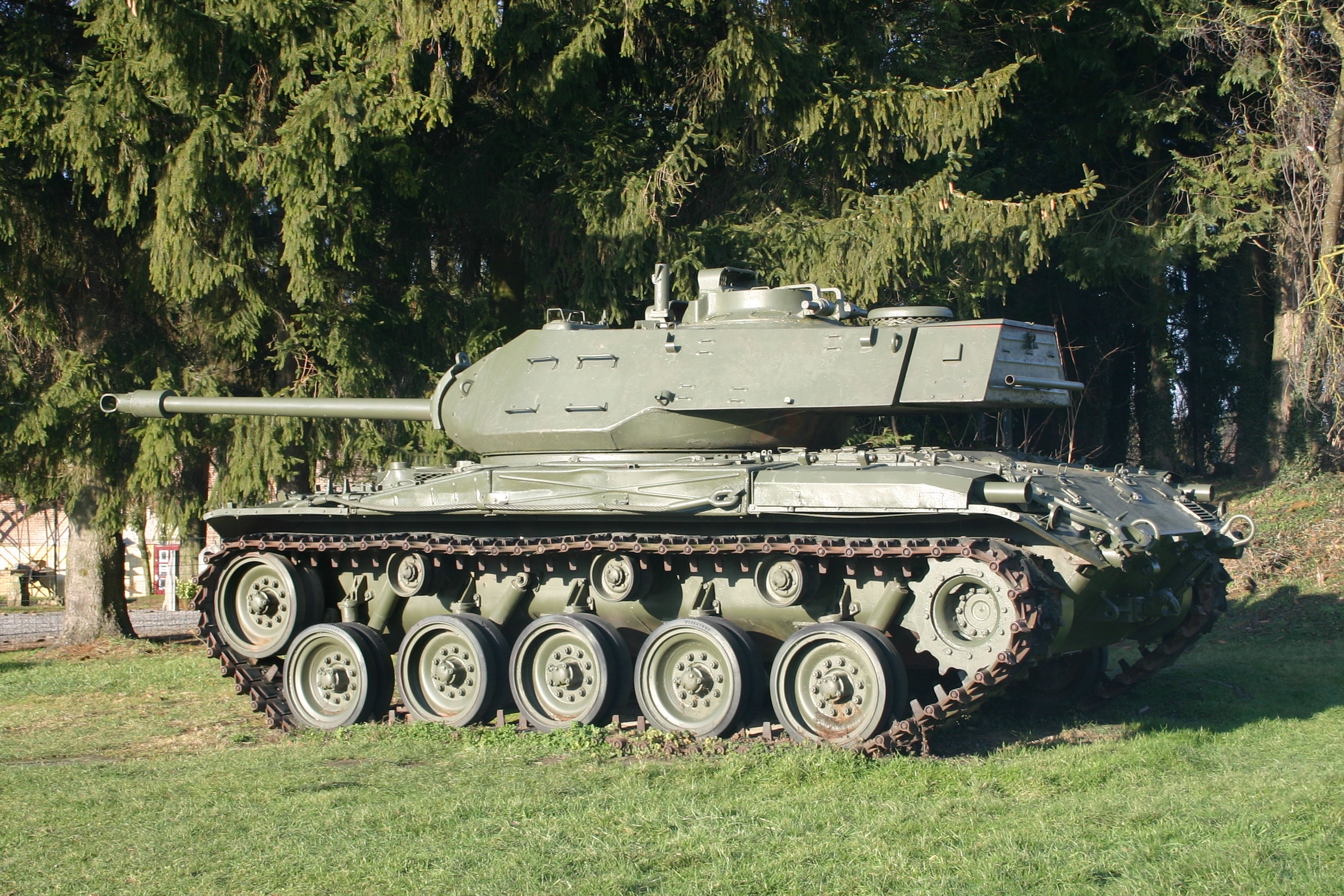
M41 Walker Bulldog anciennement de l’armée belge exposé au fort d'Ében-Émael.

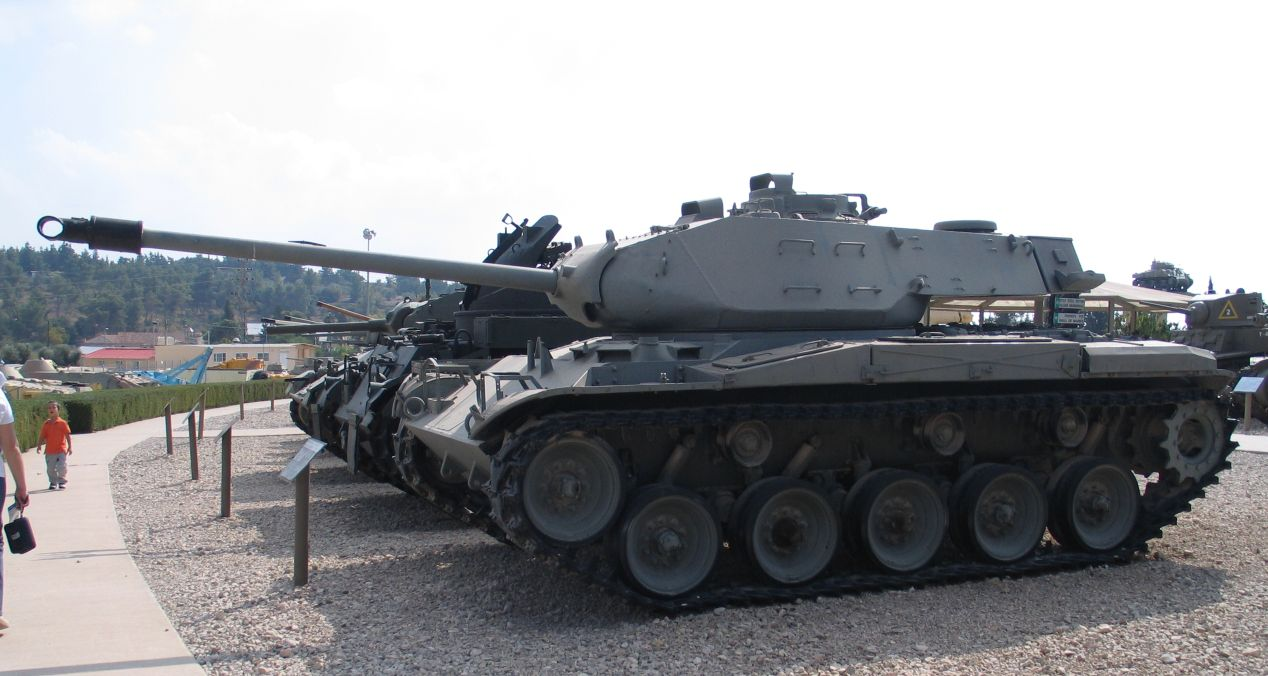
M41 A3

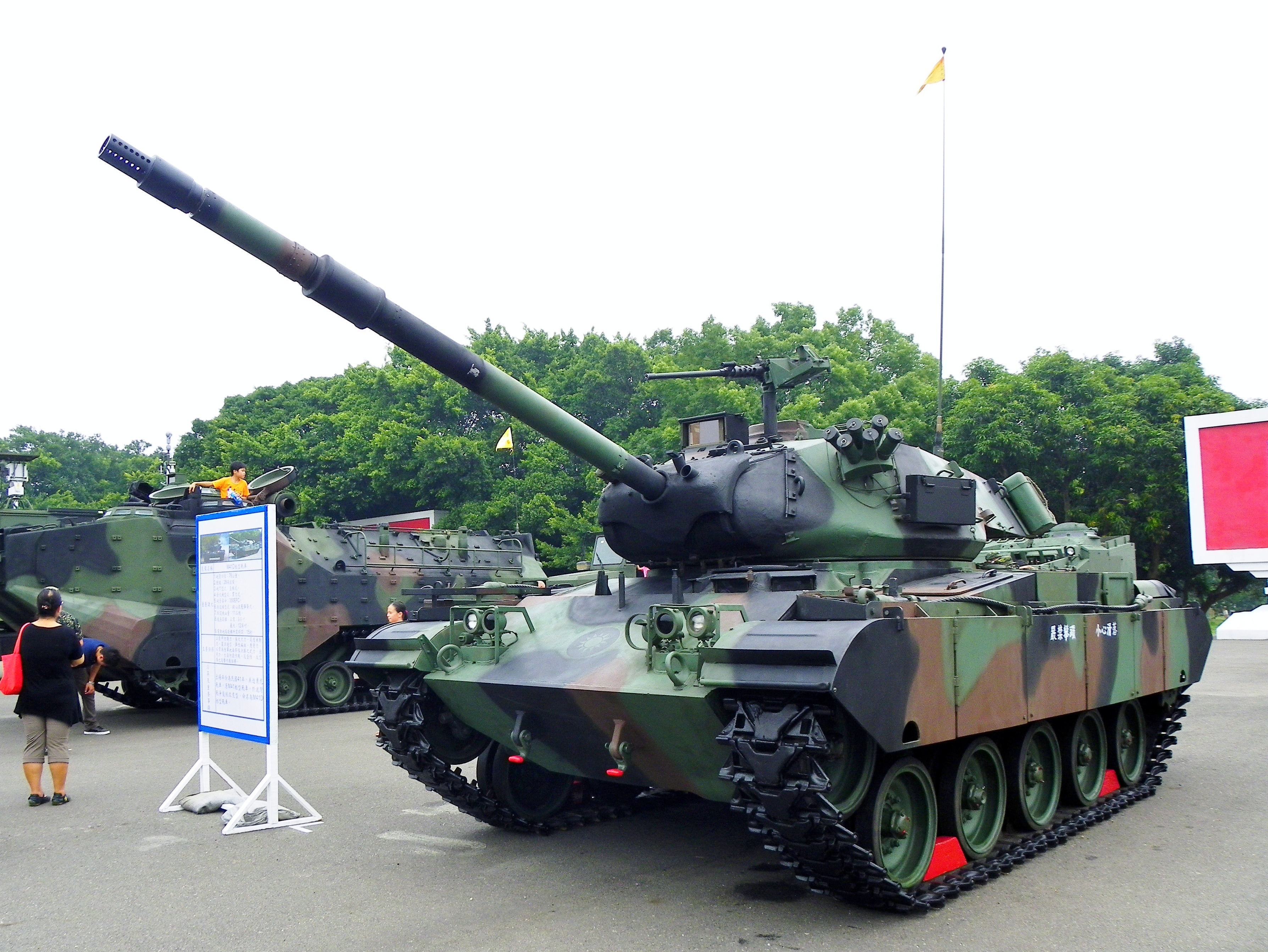
M41 D de l’armée taïwanaise.

Les essais commencent en 1949. En 1950, le contrat pour la production en série a été signé et il est produit par la Cadillac Motor Car Division, une division de General Motors, entre 1951 et 1954 dans un site de Cleveland.
Le Walker Bulldog a vu un nombre limité de combats avec l'armée américaine pendant la guerre de Corée, mais le conflit a essentiellement servi de terrain d'essai pour remédier aux carences du char, notamment avec son télémètre. 
Il fut exporté dans plusieurs pays et a servi au combat durant le débarquement de la baie des Cochons aux mains de la Brigade 2506, la guerre du Viêt Nam et les guerres en Somalie. 
Les M41 thaïlandais ont été utilisés lors du coup d'État de septembre 2006 en Thaïlande. 
Les M41 sont très maniables, mais bruyants et assez gourmands en carburant, et leur canon de calibre 76 mm peu efficace contre des chars lourds.
Le châssis du M41 a été utilisé pour le M42 Duster, muni de deux canons antiaériens de 40 mm. Il a également été construit sous forme de véhicule de transport de troupes M75. Le M75 a été pris comme modèle pour le M113 qui est devenu le véhicule blindé de combat le plus largement produit par les États-Unis.
Le M41 a été remplacé par la suite dans l'armée américaine par le char léger M551 Sheridan, amphibie et aérotransportable et qui possédait un canon/missile capable de détruire tout char lourd. 
Les M41 taïwanais ont été largement modifiés et modernisés au fil des décennies, la dernière version M-41D entré en service en 1999 utilisant le canon M32K1 produit localement et un moteur diesel ne compte que 50 unités.

## Les opérateurs actuels et anciens
- Allemagne de l'Ouest : (Retrait)
- Autriche : 42 M41 (1960–79).
- Belgique : 135 M41 (1958–74).

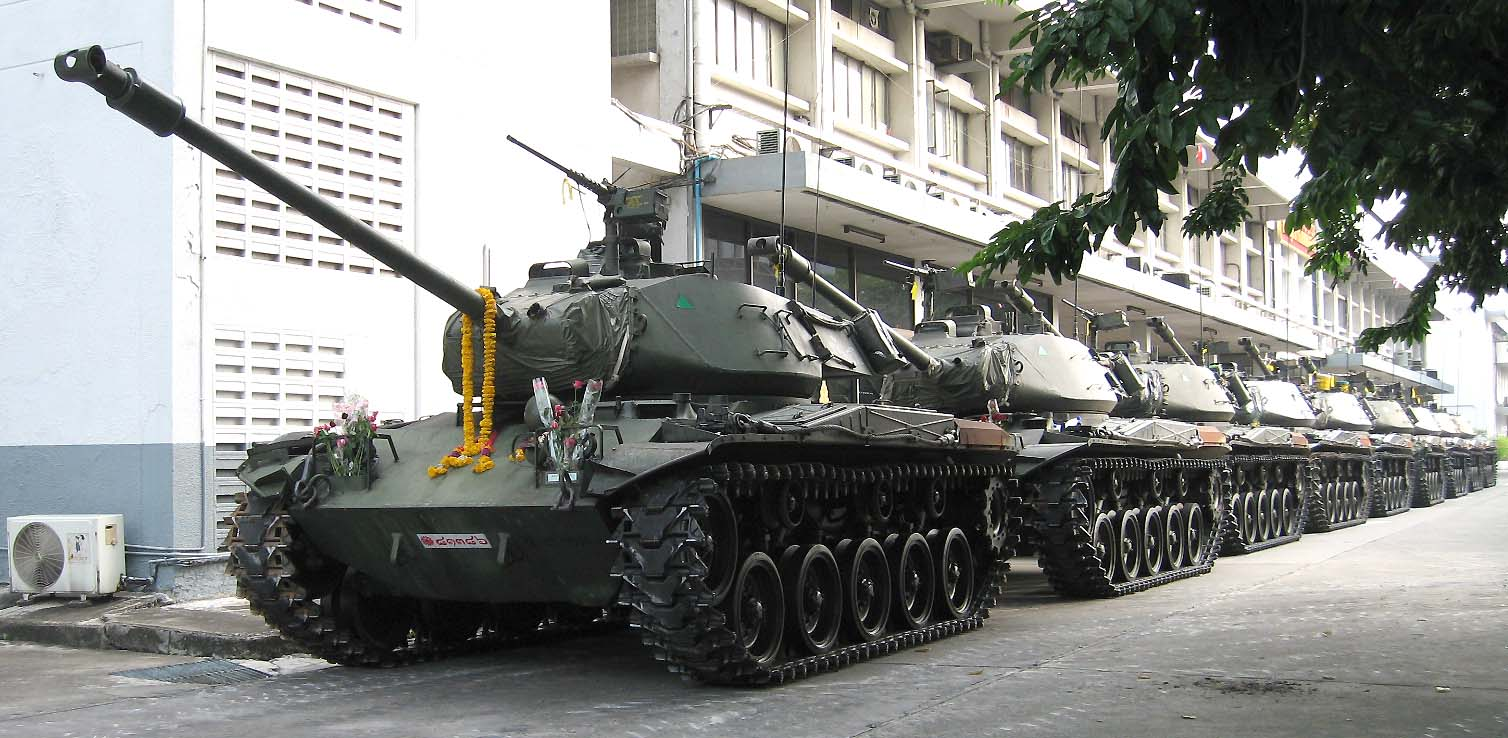
Char M41 Walker Bulldog de l'armée royale thaïlandaise pendant le coup d'État de septembre 2006 en Thaïlande.

- Brésil : 300 M41B et M41C (1960-2010).
- Chili : 60 M41 (Retrait)1
- Danemark : 53 M41 DK1 (1963, mise au standard M41 DK1 entre 1985 et 1987[1], retrait en 1998[2]).
- République dominicaine : 12 M41B.
- Espagne
- États-Unis : (Retrait)
- Guatemala : 12 M41DK.
- Japon : 147 M41 (1961–81).
- Jordanie : (Retrait)
- Liban : 20 M41A3 en service avec les Forces armées libanaises de 1958 à 1984, puis transmis à Army of Free Lebanon, Lebanese Arab Army, Tigers Militia, Kataeb Regulatory Forces, Forces libanaises.
- Nouvelle-Zélande : 10 (Retrait)
- Philippines: 7 M41 utilisé par les Forces armées philippines de 1965 jusqu'au années 1980[3].
- Somalie (armée nationale somalienne)
- République de Chine: 675 M41 reçu au total depuis 1958 pour le Corps des fusiliers marins de la République de Chine et l'Armée de la République de Chine; 625 en parc en 2017[4]; l'ultime version M41D compte 50 unités[5] et semble en 2019 la seule en première ligne.
- Thaïlande : 200 M41 (Retrait)
- Tunisie :
- Uruguay : 22 M41UR.
- Vietnam : 30 M41
- Viêt Nam du Sud